# Ilija Tot
Ilija Tot (Zenica, 1938.), hrvatski vojni zapovjednik u Domovinskom ratu
Rođen je 1938. u Zenici, otac Josip, majka Marija. 1956. odlazi u Francusku gdje se javlja u Legiju stranaca. Nakon 27 godina vojne službe odlazi u mirovinu s činom satnika.
Po izbijanju rata vraća se u Hrvatsku i dragovoljno pristupa Hrvatskoj vojsci u kojoj staje na čelo bojne Frankopan. Osim osnutka jedne od prvih elitnih postrojbi u hrvatskoj njegovom zaslugom i zaslugom njegove supruge Božene u Hrvatsku je dopremljeno na tone naoružanja i streljiva.

## Čin
- adjudant-chef, Légion étrangère
- satnik Legije stranca
- pukovnik HV

## Dužnosti
- zapovjednik bojne Frankopan